# HTMLレンダリングエンジン
HTMLレンダリングエンジンとは、ウェブページ記述用言語で書かれたデータを解釈し、実際に画面に表示する文字や画像などの配置を計算するプログラムである。HTMLに加え、CSS、XMLなどを解釈できるものが多い。
ウェブブラウザの主要要素として開発されているものが多いが、インスタントメッセンジャーなどにも使われている例がある。

## 主なHTMLレンダリングエンジン
以下に主要なHTMLレンダリングエンジンを示す（括弧内はそのエンジンを採用しているウェブブラウザ）。
- Gecko (Firefox, Camino, SeaMonkey他)
  - Servo
- KHTML (Konqueror)
  - WebKit (Safari, OmniWeb他)
    - Blink (Chromium, Google Chrome, Microsoft Edge, Opera, Vivaldi他)

開発終了したもの
- Trident (Internet Explorer)
  - EdgeHTML (Microsoft Edge)
- Presto (Opera)